# Юннанска зидарка
Янанската зидарка (Sitta yunnanensis) е вид птица от семейство Sittidae. Видът е незастрашен от изчезване. Сравнително малка зидарка, достигаща 12 см дължина и с тегло между 7,5 и 13 г. По гърба е сиво-синя, а отдолу е със светло бяло до жълто-кафьво оперение. През окото преминава черна ивица, която се разширява назад. Точно над тази ивица има тънка бяла "вежда".

## Разпространение и местообитание
Разпространена е в Китай. Предпочита рехави борови гори и се храни с насекоми.